# Megaceryle
Genre
Megacryle est un genre de martins-pêcheurs de grande taille appartenant à la sous-famille des Cerylinae et comprenant 4 espèces vivant en Amérique, en Afrique et en Asie.

## Liste d'espèces
D'après la classification de référence (version 2.2, 2009) du Congrès ornithologique international (ordre phylogénique) :
- Megaceryle lugubris – Martin-pêcheur tacheté
- Megaceryle maxima – Martin-pêcheur géant
- Megaceryle torquata – Martin-pêcheur à ventre roux
- Megaceryle alcyon – Martin-pêcheur d'Amérique